# Patró de fullatge
Un patró de fullatge (de l'anglès leaf patern, 'patró [de] fulla') és un patró mimètic clapejat que es caracteritza per presentar fons clar, clapes marrons (o caquis, o ocres) i verdes de to intens que suggereixen fulles desenfocades i, finalment, clapes negres que suggereixen branquillons. El conjunt suggereix fragments aleatoris de fullatge, d'on el nom. El fons pot ser, o bé verd, o bé caqui (o ocre, o, a voltes, groc).
Els nombrosos patrons de fullatge, d'encuny estatunidenc, estan estretament interrelacionats en origen i en estil, i es poden classificar conjuntament com a grup de fullatge al si de la família de patrons clapejats. També es podrien anomenar patrons ERDL-woodland, per tal de distingir-los de la família de fullatge d'encuny soviètic, radicalment diferent.

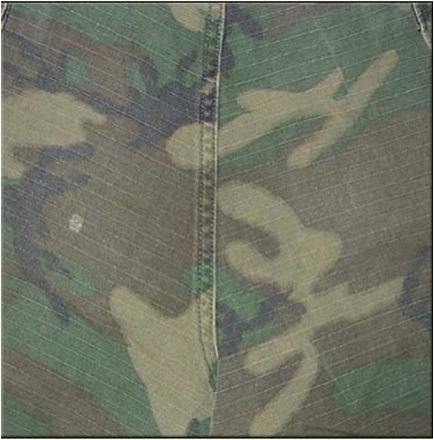
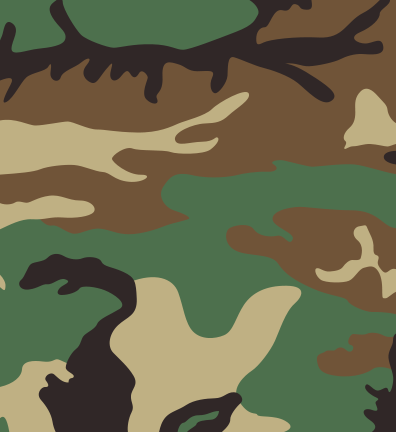

Els dos exemples paradigmàtics de patró de fullatge: a l'esquerra, ERDL estatunidenc de 1967; a la dreta, woodland estatunidenc de 1981

## Inventari i classificació
Des del punt de vista històric, conformen el grup de patrons de fullatge:
- el patró estatunidenc ERDL, en les dues variants de què consta
- el patró estatunidenc woodland
- els nombrosos patrons derivats de l'ERDL i, sobretot, del woodland, per còpia, imitació, adaptació o desenvolupament.

Des del punt de vista classificatori, podem subdividir el grup de fullatge en dos subgrups:
- el subgrup ERDL, compost per l'ERDL original i per les seves derivacions
- el subgrup woodland, compost pel woodland original i per les seves derivacions

No és pas fàcil distingir entre derivacions de l'ERDL i derivacions del woodland. En termes generals, els primers presenten clapes menudes, i els segons grosses.
El grup de fullatge és alhora tipològic, donada la similitud entre els patrons membres, i també orgànic, atès que els uns deriven dels altres.

## Pes específic
Present en forces armades dels cinc continents, el grup de fullatge és un dels més usats de la història i, així mateix, un dels que compta major nombre de patrons concrets. El seu èxit internacional es deu en part a la seva efectivitat i, en part, al prestigi de la marca estatunidenca.